# Ali Tandoğan
Ali Tandoğan (Salihli, 25 dicembre 1977) è un allenatore di calcio ed ex calciatore turco, di ruolo centrocampista.

## Carriera

### Giocatore

#### Club
Ha giocato nella prima divisione turca. In carriera ha inoltre giocato complessivamente 33 partite nelle competizioni UEFA per club (oltre ad ulteriori 5 presenze nei turni preliminari dei medesimi tornei).

#### Nazionale
Nel 2004 ha giocato una partita nella nazionale turca (la partita amichevole vinta per 3-1 sul campo dell'Australia il 21 maggio 2004).

## Palmarès

### Giocatore

#### Competizioni nazionali
- Campionato turco: 2

Beşiktaş: 2008-2009
Bursaspor: 2009-2010
- Coppa di Turchia: 3

Beşiktaş: 2005-2006, 2006-2007, 2008-2009
- Supercoppa di Turchia: 1

Beşiktaş: 2006